# Ровац
Ровац, мрмак или коњоштип је крупнији инсект из породице Gryllotalpidae, дужине 3—5 cm, са крупним очима и лопатастим предњим ногама добро развијеним за укопавање и пливање. Ровци могу и да лете. Одрасли ровци могу да лете и до 8 km током сезоне парења. Активни су већином године, али зиму проводе у зимском сну.
Млађи примјерци ровца могу да имају кратка крила. Изглед им је промјенљив по врстама. Неки примјерци са кратким крилима су прилично слични скакавцима, веома великим мравима, или тамним термитима. У односу на остале инсекте, обично се процјењује да су „средње величине”. Типска врста, Gryllotalpa gryllotalpa има издужено ваљкасто тело, кратке и лопатасте  предње ноге, које су прилагођене копању.
Ровци су сваштоједи, хране се ларвама, црвима, коријењем и травом. Уобичајени природни непријатељи роваца су птице, пацови, творови, оклопњаци, ракуни и лисице.
Ровци су чести инсекти, али с обзиром да су ноћне животиње и да скоро цио живот проводе у мноштву подземних тунела, ријетко су виђени. Станишта су им агроекосистеми, ливаде и пашњаци. Присутни су на свим континентима изузев Антарктика. Уобичајено их сматрају штеточинама. У источној Азији понекад их користе као храну.

## Опис
Мрмци имају  три развојне фазе: јаје, ларва и одрасли. Све се одвијају под земљом, али одрасли имају крила и у сезони парења се распрше. По исхрани се  међусобно разликују; неке врсте су вегетаријанске и углавном се хране корењем, друге  су сваштоједи, укључујући црве и ларве, док је неколико претежних грабљиваца.
Величина  и вањштина роваца варирају, али већина их су (за инсекта) умерене величине, дуги обично између 3,2 и 3,5 . Цилиндричног су облика и прекривени финим, густим длакама, што су добре прилагодбе  за живот под земљом. Глава, предњи удови и проторакс су у великој мери склеротинизовани, али је трбух прилично мек. На глави имају по две кончасте антене и пар перластих  очију. Два пара крила се  преклапају  преко абдомена, а код већине врста, прва крила су кратка и заобљене, а задња су мембранозна и достижу или премашују врх абдомена. Међутим, код неких врста, задња крила су смањена, па инсект не може да лети.
Предње  ноге су у равни са земљом, прилагођене за копање, али задње су у облику као ноге код скачућих инсеката. Међутим, ови удови су више прилагођени за гурање земље, а не скакање, што они раде ретко и лоше. Ларве личе на одрасле, осим што немају крила и гениталије, а замеци крила су све већи, након сваког узастопног пресвлачења.

## Екологија
Ровац живи  у подземним ходницима, а  храни се глистама, инсектима, младим корењем и пупољцима. Насељава лакша, добро наквашена  тла, у којима копају тунеле. Релативно се често јавља у повртњацима, јер је у њима, због учестале обраде и ђубрења, тло најчешће меко и влажно. Погодна су им и због исхране, јер су богата глистама, свежим биљкама и њиховим остацима.

## Животни циклус
Сезона парења обично почиње половином јуна и почетком јула. Пре тога, женка мрмка копа нешто дубљи тунел од уобичајеног, а мужјак посебне шире тунеле, који омогућавају појачавање треперења његовог оглашавања („песме“) у сезони парења. Ширина тунела обично износи око 1,5 . Да би сунце боље грејало слој тла изнад њих, женка ту изгризе корење биљака, које се осуши.
Женка полаже од 100 до 350 јаја (по некима и до 600), што зависи од животног доба. Након инкубације од 10 до 20 дана,  из јаја се  излегу ларве. У почетку  прво се хране хумусом, а након тога и свежим биљкама.  Женка чува ларве током  наредних месец дана.
Због спорог развића ларви, ровци имају само једну генерацију годишње. Нимфе се пресвлаче шест пута, а у задњем ступњу достижу величину одрасле јединке. ровца. Зато  се код млађих уочава да су им крила недовољно развијена. Након сваког пресвлачења постају све тамније смеђи. Мрмци из овогодишњих јаја, развој окончавају тек с пролећа наредне године.

## Класификација породице
Постоји шест савремених родова роваца, сврстаних у три племена: Име групе потиче од латинских речи gryllus = крикет и talpa = цврчак.
племе 
племе 
изумрле врсте неодређеног положаја
| Подфамилија | Одрасли      | Пример | Напомена                |
| ----------- | ------------ | ------ | ----------------------- |
|             |              |        | Изумрли                 |
|             |              |        | Изумрли                 |
|             | Маљави ровци |        | Доња креда у Француској |

Фосили роваца су ретки. Најстарији познати предачки  облик Cratotetraspinus,  познат од доње креде у Бразилу. Два примерка Marchandia magnifica су нађена у ћилибарној смоли у Приморском Шаранту, Француска. Нешто су учесталији у терцијерском ћилибару балтичке и  доминиканске регије;  постоје назнаке их је било и у еуропским и америчким формацијама.

## Дистрибуција
Цврчци кртице су релативно чести, али пошто су ноћне животиње и готово читав живот проводе под земљом у опсежним системима тунела, ретко бивају виђени. Они насељавају пољопривредна поља и травнате површине. Присутни су на свим континентима, осим на Антарктику; до 2014. године описано је 107 врста и вероватно ће бити откривено више врста, посебно у Азији. Neoscapteriscus didactylus је врста штеточина пореклом из Јужне Америке; она се проширила на Западну Индију и Нови Јужни Велс у Аустралији. Gryllotalpa africana је једна од главних штетопина Јужној Африци; друге врсте рода Gryllotalpa су широко распрострањене у Европи, Азији и Аустралији. Они су пореклом из Британије (као и из западне Европе), мада је некадашња популација G. gryllotalpa сада вероватно изумрла у копненој Британији, преживевши само на Каналским острвима.

## У људској култури

### Фолклор
У Замбији се сматра да Gryllotalpa africana доноси срећу ономе ко га види. У Латинској Америци, се за ровце Scapteriscus и Neocurtilla каже да предвиђају кишу када копају у тлу. У Јапану су у прошлости они били повезивани са црвима/лешевима/бубама који објављују грехе особе небу у Кошин/Коушин веровању.

### Као храна
Ровац Gryllotalpa је понекад кориштен као храна у Западној Јави и Вијетнаму. На Тајланду су ровци (тај. กระชอน) цењени као храна у Исану. Они се обично једу пржени заједно са лепљивим пиринчем.
На Филипинима их служе као деликатес зван камаро у провинцији Пампанга и представљају туристичку атракцију. Такође се служе у деловима северног Лузона.

## Галерија слика
- Gryllotalpa gryllotalpa
- Neocurtilla hexadactyla